# Марисін
Марисін (пол. Marysin) — колонія у Польщі, у Люблінському воєводстві Грубешівського повіту, ґміни Мірче.

## Історія
У другій половині XVII ст. тут знаходився фільварок у власності Віцентія Руліковського. У 1921 р. тут була польська колонія, перепис нарахував 4 будинки і 25 жителів, винятково поляків.